# Saskatchewan
Saskatchewan – prowincja Kanady leżąca w środkowej części kraju. Od wschodu graniczy z Manitobą, od zachodu z Albertą, od północy z Terytoriami Północno-Zachodnimi oraz na południu ze stanami USA Montana i Dakota Północna. Saskatchewan, posiadając prostoliniowe granice, ma kształt niemal idealnego trapezu. Największym miastem prowincji jest Saskatoon, a stolicą – Regina.
Nazwa Saskatchewan, odnosząca się wcześniej do dystryktu Saskatchewan, pochodzi od rzeki Saskatchewan, której nazwa jest zniekształconym, oryginalnym indiańskim imieniem rzeki – Kisiskatchewani Sipi – oznaczającym wartką rzekę.

## Geografia

### Ukształtowanie powierzchni
Południowy obszar prowincji jest niemal idealnie płaską równiną całkowicie pozbawioną lasów. Dawniej rozpościerała się tam preria, współcześnie zamieniona na tereny uprawne i pastwiska. Jedynym urozmaiceniem powierzchni są Wzgórza Cyprysowe na granicy z Albertą. Najwyższy szczyt tego grzbietu, leżący już poza granicą Saskatchewan, ma wysokość 1465 m.
Północną część prowincji pokrywa lesista nizina.

### Wody śródlądowe
Udział wód śródlądowych w całkowitej powierzchni prowincji wynosi blisko 10%. W szczególności bogata w wody jest jej północna część, poprzecinana licznymi strumieniami oraz posiadająca szereg mniejszych i większych jezior polodowcowych. Do największych z nich należą Athabasca, Jezioro Cree, Jezioro Reniferowe i Jezioro la Ronge. Południową część, znacznie bardziej ubogą w wody, przecina kilka większych rzek – przede wszystkim Północna i Południowa Rzeka Saskatchewan.

### Klimat
Brak naturalnych zapór powoduje, że klimat, a głównie temperatura w Saskatchewan, zależy od okresowej aktywności słońca. Stąd też ekstremalnie wysoka amplituda rocznych temperatur od +35 °C w lecie do –45 °C w zimie.
Ze względu na południkową rozciągłość prowincji klimat jest bardzo zróżnicowany w zależności od położenia. W południowej części panuje klimat kontynentalny z upalnymi latami i bardzo mroźnymi i śnieżnymi zimami. Na północy panuje klimat pod arktyczny ze stosunkowo łagodnymi latami i bardzo mroźnymi zimami.

### Zasoby naturalne
Najważniejszym bogactwem naturalnym Saskatchewan są niezwykle żyzne ziemie orne. Oprócz tego w prowincji znajdują się pokłady następujących minerałów i kopalin: miedź, nikiel, cynk, ołów, węgiel kamienny, gaz ziemny, potas, uran, złoto, ruda żelaza, sól kamienna i inne w niewielkich ilościach.

### Miejscowości
Największe skupiska ludności (ang. population centres, fr. centres de population) w 2021 roku (w nawiasach liczba ludności):

- Saskatoon (264 637)
- Regina (224 996)
- Prince Albert (36 768)
- Moose Jaw (32 813)
- Swift Current (16 304)
- Yorkton (15 969)
- North Battleford (13 649)
- Warman (12 362)
- Lloydminster (11 843)[b]
- Weyburn (10 883)
- Estevan (10 629)
- Martensville (10 449)
- Melfort (5718)
- La Ronge(inne języki) (5317)
- Humboldt (5313)
- Meadow Lake (5141)
- White City(inne języki) (4713)
- Nipawin(inne języki) (4147)
- Melville (4075)

## Historia
Saskatchewan powstała jako prowincja Kanady w 1905 wraz z jej wydzieleniem z Terytoriów Północno-Zachodnich. Historia jej terenów jest jednak dużo starsza. Najpierw przez tysiące lat była terenem migracji i tworzenia się kultur indiańskich, a następnie od połowy XVIII wieku. terenem eksploracji łowieckich i handlowych Kompanii Zatoki Hudsona. Od 1867, daty przyłączenia wszystkich terenów będących pod zarządem kompanii do Konfederacji Kanady, tereny Saskatchewan wchodzą w okres gwałtownej kolonizacji. W ciągu niespełna czterdziestu lat ludność regionu z niewiele ponad tysiąca osób wzrosła do niemal 200 tysięcy. Wobec tego, rząd federalny zdecydował o przekształceniu rejonu w samodzielną prowincję.

## Struktura polityczna

### Gubernator porucznik
Gubernator porucznik jest przedstawicielem głowy państwa w prowincji. Mianuje go Gubernator Generalny na wniosek premiera Kanady złożony zwyczajowo w uzgodnieniu z premierem prowincji. Gubernator posiada szerokie uprawnienia, z których korzysta co do zasady za radą premiera prowincji. W sytuacji kryzysu konstytucyjnego Gubernator ma prawo samodzielnie podjąć wszelkie decyzje niezbędne dla przywrócenia stabilności rządu.

### Parlament
Parlament Saskatchewan składa się z Gubernatora porucznika oraz Zgromadzenia Legislacyjnego (Legislative Assembly of Saskatchewan) liczącego współcześnie 61 deputowanych (Members of Legislative Assembly, w skrócie MLA). Wybierani są oni w 61 jednomandatowych okręgach wyborczych. Partia zdobywająca większość w parlamencie tworzy rząd prowincjonalny, a jej przewodniczący zostaje premierem Saskatchewan. Druga partia w parlamencie otrzymuje status oficjalnej opozycji.
Obecnie w parlamencie 29. kadencji zasiadają przedstawiciele dwóch partii:
- Partia Saskatchewanu – posiadająca 48 mandatów
- Nowa Demokratyczna Partia Saskatchewanu – posiadająca 13 mandatów

Zobacz: Zgromadzenie Legislacyjne Saskatchewan w składach poprzednich kadencji parlamentu.

### Rząd
- Minister of Agriculture, Food and Rural Revitalization – Ministerstwo Rolnictwa, Przemysłu Żywnościowego i Terenów Wiejskich. Szef tego resortu odpowiedzialny jest także za rolną politykę kredytową, ubezpieczeniową, standardy produkcji żywności oraz propagowanie rolnictwa i spożycia rodzimych produktów.
- Minister of Crown Management Board – Ministerstwo Rady Koronnej. Resort ten jest odpowiedzialny za zarządzanie aktywami i nieruchomościami należącymi do prowincji. Departament dostarcza także wszelkiego usług wewnętrznych dla pozostałych ministerstw i instytucji rządowych, włączając zarządzenie danymi oraz technologie obliczeniowe i komunikacyjne.
- Minister of Community Resources and Employment – Ministerstwo ds. Samorządowych i Zatrudnienia. Do odpowiedzialności tego ministerstwa należy zapewnianie obywatelom prowincji pomocy w pełnym uczestniczeniu w życiu społecznym. Chodzi tu o pomoc dla biednych rodzin, ochronę praw dziecka, służby socjalne i opiekę nad osobami niepełnosprawnymi.
- Minister of Industry and Resources – Ministerstwo Przemysłu i Zasobów Naturalnych. Zadaniem ministerstwa jest dbanie o rozwój miejscowego przemysłu i racjonalne zarządzanie zasobami naturalnymi.
- Minister of Health – Ministerstwo Zdrowia. Do zakresu obowiązków tego ministerstwa należą: organizowanie prowincjonalnego systemu ubezpieczeń zdrowotnych oraz ustalanie standardów medycznych dla służby zdrowia.
- Minister of Aboriginal Affairs – Ministerstwo ds. Ludności Rdzennej. Do zakresu odpowiedzialności tego ministerstwa należy reprezentowanie interesów rdzennej ludności prowincji. Pomoc w pełnym włączeniu się w życie społeczne.
- Minister of Northern Affairs – Ministerstwo ds. Terenów Północnych. Zadaniem tego ministerstwa jest tworzenie i nadzorowanie wprowadzenia polityki zagospodarowania północnych terenów prowincji.
- Minister of Finance – Ministerstwo Finansów. Zadaniem tego ministerstwa jest ustalanie i pobieranie podatków, planowanie i nadzorowanie budżetu, zarządzanie prowincjonalnymi funduszami emerytalnymi oraz długiem publicznym.
- Minister of Learning – Ministerstwo Edukacji. Ministerstwo zajmuje się nadzorowaniem szkolnictwa podstawowego, średniego i wyższego, a także zapewnieniem wczesnego rozwoju dziecka, siecią bibliotek publicznych. Ministerstwo zarządza także nauczycielskimi, branżowymi funduszami emerytalnymi.
- Minister of Labour – Ministerstwo Pracy. Zajmuje się tworzeniem i egzekucją prawa pracy oraz stosunkami pomiędzy pracodawcą a pracownikiem. Do zakresu obowiązków należy też sprawa równouprawnienia kobiet.
- Minister of Highways and Transportation – Ministerstwo Dróg i Transportu. Ministerstwo zajmuje się nadzorem nad prowincjonalną siecią dróg kołowych, kolejowych i lotnisk.
- Minister of Corrections and Public Safety – Ministerstwo Więziennictwa i Bezpieczeństwa Publicznego. Zarządzanie systemem korekcyjnym dla nieletnich i więzień dla dorosłych przestępców. Ministerstwo jest odpowiedzialne za kształtowanie programów rehabilitacyjnych i zasad wprowadzania w życie w społeczeństwie byłych przestępców. W zakresie bezpieczeństwa publicznego ministerstwo zarządza pogotowiem ratunkowym, strażą pożarną oraz ustala i nadzoruje standardy bezpieczeństwa instalacji publicznego użytku np. dźwigów osobowych.
- Minister of Environment – Ministerstwo Ochrony Środowiska. Zakresem obowiązków ministerstwa jest ochrona ekosystemów leśnych, wodnych, ochrona zagrożonych gatunków. Ustalanie kwot połowów ryb i odstrzału dziczyzny oraz nadzór nad prowincjonalnymi parkami narodowymi.
- Minister of Government Relations – Ministerstwo Stosunków Międzyrządowych. Reprezentowanie prowincji w kontaktach z rządami innych prowincji oraz reprezentowanie interesów prowincji przy rządzie federalnym.
- Minister of Culture, Youth and Recreation – Ministerstwo ds. Kultury, Młodzieży i Rekreacji. Do zakresu działania ministerstwa należy promowanie miejscowej kultury, spraw młodzieży, sportów i najszerzej pojętej rekreacji.
- Minister of Justice and Attorney General – Ministerstwo Sprawiedliwości i Prokuratura Generalna. Zadaniem ministerstwa jest ściganie przestępstw oraz prewencja, a także organizacja systemu sądowniczego w prowincji.

### Premier
Premier jest szefem rządu prowincjonalnego w Saskatchewan. Posiada on bardzo szerokie uprawnienia, pozwalające prowadzić skuteczne rządy, jeśli tylko ma zapewnione poparcie w parlamencie. Premierem zostaje lider partii zdobywającej większość w parlamencie. Jeśli z jakichś powodów, w czasie trwania sesji parlamentu przewodniczący rządzącej partii zostaje zmieniony, następuje automatyczna zmiana na stanowisku premiera prowincji.

## Gospodarka
Gospodarka prowincji niemal wyłącznie oparta jest na rolnictwie i usługach dla rolnictwa. W Saskatchewan koncentruje się 54% całej kanadyjskiej produkcji zbóż. Istotną gałęzią przemysłu, szczególnie w północnej części prowincji, jest leśnictwo i łowiectwo.
Saskatchewan jest jednym z głównych światowych wydobywców uranu. Jest największym producentem tego minerału. W związku ze sztywną rządową kontrolą wydobycia surowca, Saskatchewan jest w stanie regulować światowe ceny tego surowca.
Energia elektryczna jest produkowana głównie w elektrowniach wodnych.
Przemysł przetwórczy skupiony jest w największych miastach, a zwłaszcza w Regina i Saskatoon. Rozwinięte gałęzie przemysłu to spożywczy, rafineryjny, chemiczny, drzewny, metalowy i materiałów budowlanych.
Sieć komunikacyjna dobrze rozwinięta w środkowej i południowej części prowincji. Największe znaczenie mają transkontynentalne linie kolejowe i transkanadyjska droga kołowa zwana Trans-Canada Highway.

## Demografia
Według spisu powszechnego z roku 2006 największą grupą narodowościową w Saskatchewan są Niemcy (30%), następnie Anglicy (26,5%), Szkoci (19,2%), Irlandczycy (15,3%), Ukraińcy (13,6%), Frankokanadyjczycy (12,4%), Indianie (12,1%), Norwegowie (7,2%), Polacy (6%), Metysi kanadyjscy (4,4%), Holendrzy (3,7%), Rosjanie (3,7%) i Szwedzi (3,5%). 18,1% określiło się jako Kanadyjczycy.
| Rok  | Populacja | Ranking według prowincji |
| ---- | --------- | ------------------------ |
| 1901 | 91 279    | 8                        |
| 1911 | 492 432   | 3                        |
| 1921 | 757 510   | 3                        |
| 1931 | 921 785   | 3                        |
| 1941 | 895 992   | 3                        |
| 1951 | 831 728   | 5                        |
| 1956 | 880 665   | 5                        |
| 1961 | 925 181   | 5                        |
| 1966 | 955 344   | 6                        |
| 1971 | 926 242   | 6                        |
| 1976 | 921 325   | 6                        |
| 1981 | 968 313   | 6                        |
| 1986 | 1 009 613 | 6                        |
| 1991 | 988 928   | 6                        |
| 1996 | 976 615   | 6                        |
| 2001 | 978 933   | 6                        |
| 2006 | 985 386   | 6                        |
| 2011 | 1 053 960 | 6                        |
| 2016 | 1 098 352 | 6                        |

## Religia
Struktura religijna (2011):
- protestanci:

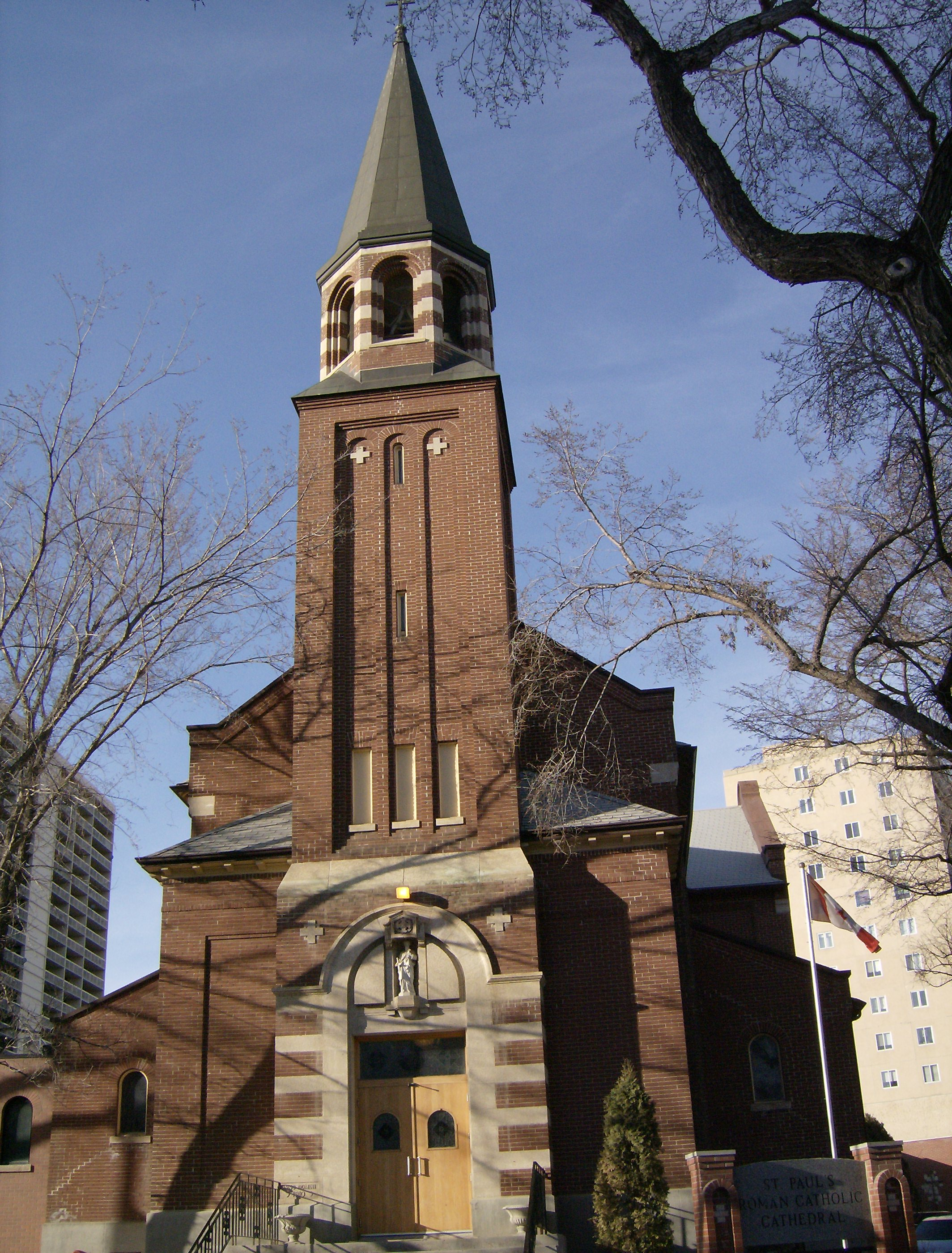
Katolicka Katedra św. Pawła w Saskatoon

  - Zjednoczony Kościół Kanady – 13,4%,
  - luteranie – 6,3%,
  - anglikanie – 5,4%,
  - mennonici – 1,7%,
  - zielonoświątkowcy – 1,6%,
  - baptyści – 1,6%,
- katolicy – 29,5%,
- brak religii – 24,4%,
- pozostali chrześcijanie – 10,6% (w tym nieokreśleni i mniejsze grupy protestanckie),
- tradycyjne religie plemienne – 1,2%,
- prawosławni – 1,2%,
- muzułmanie – 1,0%,
- świadkowie Jehowy – 0,44%,
- buddyści – 0,42%,
- hinduiści – 0,35%,
- mormoni – 0,3%,
- sikhowie – 0,16%,
- żydzi – 0,09%,
- pozostałe religie – 0,3%.